# David James
David Benjamin James, MBE (Welwyn Garden City, 1 de agosto de 1970) é um ex-futebolista inglês que atuava como goleiro. 
Passou por diversos clubes ingleses, mas foi com o Liverpool, em 1995, que ele conseguiu um de seus principal títulos na carreira, a Coca-Cola Cup (atual Carling Cup). Posteriormente, conquistou também a FA Cup, na temporada 2007-08, com o Portsmouth.
Esteve relacionado nos elencos da seleção inglesa nas Copas do Mundo de 2002, 2006 e 2010, tendo se tornado titular da equipe apenas no fim de sua carreira, devido à escassa safra de bons goleiros do english team. Foi também convocado para a Euro 2004.

## Carreira

### Watford
David James começou sua carreira no Watford em 1989. Ajudou o Watford a ganhar a FA Cup de 1992, com a vitória por 2 a 1 sobre o Millwall e o foi convocado para jogar na Seleção Inglesa Sub-21 fazendo sua primeira partida contra a República da Irlanda.
No clube, James fez 98 jogos, e assinou mais uma vez com o clube para a temporada 1990-91.

### Liverpool
James fez sua estreia com o Liverpool no dia 16 de agosto de 1992, em uma derrota por 1 a 0 para o Nottingham Forest. Após onze jogos no primeiro semestre de 1993-94.
James passou a fama, juntamente com a equipe do Liverpool com outros grandes jogadores como Steve McManaman, Jamie Redknapp, e Robbie Fowler, que foram apelidados de "Spice Boys". Em 23 de Junho de 1999, depois de 277 jogos com o Liverpool, foi vendido ao Aston Villa por 1 milhão de libras .

### Aston Villa
Sua estreia com a camisa do Aston Villa foi em 7 de agosto de 1999, e manteve uma folha com a vitória por 1 a 0 sobre o Newcastle United na abertura da Premier League, sua segunda partida foi contra o Bolton Wanderers, na FA Cup de 2000.
Depois de dois anos e 85 jogos, assinou com o West Ham United por 3,5 milhões de libras em 11 de julho de 2001, assinando um contrato de quatro anos. No entanto, uma grave lesão no joelho, fazendo James ficar parado durante vários meses.

### West Ham United
Sua estreia pelo foi em 24 de Novembro de 2001, em uma derrota por 1 a 0 para o Tottenham Hotspur. James jogou 102 jogos antes de assinar com o Manchester City, em 14 de janeiro de 2004 para uma taxa razoável substituindo o aposentado David Seaman.

### Manchester City
Fez sua estreia pelos Citizens em 17 de janeiro em um empate de 1 a 1. com o Blackburn Rovers. Em 10 de agosto de 2006, James, que havia separado de sua esposa, afirmou que ele precisava deixar o Manchester City para estar mais perto dos seus filhos, que viviam em Londres. Acertou com o Portsmouth por £ 1,2 milhões de euros, assinando um contrato de dois anos.

### Portsmouth
Fez sua estreia com o Portsmouth em Novembro de 2006. Em 7 de fevereiro de 2009, contra o Liverpool, James se iguala ao recorde de Gary Speed que disputou 535 jogos na Premier League. Em 14 de fevereiro de 2009 contra o Manchester City, James fez seu 536.º jogo, estabelecendo um novo recorde.

### Bristol City

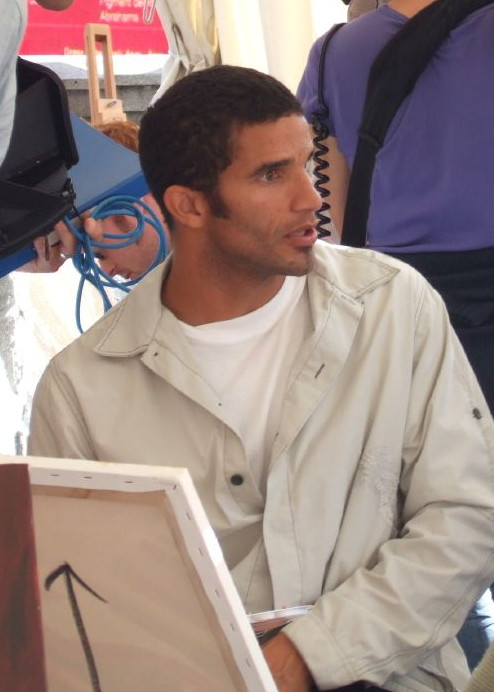
David James

Em 30 de julho de 2010, James se transferiu para o Bristol City para provavelmente encerrar sua carreira, pois seu contrato no Portsmouth teve seu fim. Na data de 5 de Novembro de 2010, o Bristol anunciou que poderia rescindir o contrato com David James, pelo fato de o atleta representar um grande custo para o clube. Em 1 de maio de 2012, foi dispensado pela equipe.

### Bournemouth
Em 27 de setembro de 2012, ele chegou a Dean Tribunal de treinar com Bournemouth, assinando com eles até o final da temporada 2012-13, em 28 de Setembro. Deixou o Bournemouth por consentimento mútuo em março de 2013.

### ÍBV
Em 2 de abril de 2013, James assinou um acordo com o clube islandês ÍBV até o final da temporada de 2013. James é treinado com o ex-companheiro Hermann Hreidarsson.

### Kerala Blasters
Foi contratado pelo Kerala Blasters FC propriedade de Sachin Tendulkar para a ISL 2014 como jogador-treinador. Ele disse: "Eu espero que o meu envolvimento com a ISL será o começo de algo grande".

## Seleção nacional
James foi convocado várias vezes pela Seleção inglesa, em um total de 10 jogos coma Inglaterra sub-20 e 40 jogos com a seleção principal.
Foi convocado para a copa do mundo FIFA 2010 aos 39 anos de idade, o goleiro mais velho da competição.

## Estatísticas

### Seleção
| Seleção    | Ano   | Jogos | Gols |
| ---------- | ----- | ----- | ---- |
| Inglaterra |       |       |      |
| 1997       | 1     | 0     |      |
| 1998       | 0     | 0     |      |
| 1999       | 0     | 0     |      |
| 2000       | 1     | 0     |      |
| 2001       | 3     | 0     |      |
| 2002       | 5     | 0     |      |
| 2003       | 11    | 0     |      |
| 2004       | 9     | 0     |      |
| 2005       | 3     | 0     |      |
| 2006       | 1     | 0     |      |
| 2007       | 1     | 0     |      |
| 2008       | 10    | 0     |      |
| 2009       | 4     | 0     |      |
| 2010       | 4     | 0     |      |
| Total      | Total | 53    | 0    |

## Títulos
Watford
- FA Youth Cup: 1989

Liverpool
- Copa da Liga Inglesa: 1995

Portsmouth
- FA Cup: 2007-08
- Premier League Asia Trophy: 2007

Inglaterra
- FA Summer Tournament: 2004

## Premiações
- Melhor goleiro do Tournoi Espoirs de Toulon: 1991